# Acme (Canada)
Acme is een plaats in de Canadese provincie Alberta en telt 648 inwoners (2006).